# デイリーニュースオンライン
デイリーニュースオンラインは、メディアシンク株式会社が運営する総合ニュースポータルサービス。

## 概要
2014年9月、DMM.comがDMMニュースの運営を開始、広報PR支援事業の株式会社バリュープレスと同年10月6日より提携した。
2016年、DMMニュースがメディアシンク株式会社に譲渡され、デイリーニュースオンラインとしてリニューアルした。
DMMニュースR18はDMM.comが運営しておりアダルト系ニュースを配信している（2018年8月よりデジタルコマース運営の「FANZAニュース」にリニューアル）。
デイリースポーツオンラインと名称が類似しているが、まったく無関係である。
2016年9月、有料サービス「デイリーニュースオンライン presents 世の中のミカタ総研」を開始する。
サイトの概要説明ページにおいて、従来は運営会社を「メディアシンク株式会社」と公表してきたが、2020年1月現在では「株式会社gift」となっている。

## 主な連載
- やまもといちろうのとっておき時事放談(やまもといちろうコラム)
- NEWSショーマニズム宣言！
- プロインタビュアー吉田豪の60分3本勝負
- 中国のヤバすぎる正体（孫向文）
- 平本淳也のジャニーズ社会学
- 架神恭介の「よいこのサブカル論」
- プチ鹿島のオヤジジャーナルどっと混む
- 東條英利の「日本人の教養」
- 【ネットニュースの裏側】山本一郎×中川淳一郎×漆原直行のイニシャル鼎談
- DMM.com会長・亀山敬司対談ノート
- 「北朝鮮人民生活リポート」デイリーNK東京支局長
- 世界変えるベンチャー、スタートアップ100の可能性
- 週刊門倉経済ニュース（門倉貴史）
- 田母神俊雄の「日本防衛論」(田母神俊雄コラム)
- Mr.Relax（ミスター・リラックス）「モテる男の美活論」
- 長谷川豊「TVの裏側」
- 浜田ブリトニーのパネェっす！ギャル通信
- 阿部祐二のココが現場だ！

## 主な執筆陣
- 英司
- 架神恭介
- 高英起
- 孫向文
- 高橋ユキ
- 田中ねぃ
- 東條英利
- プチ鹿島
- 平本淳也
- 谷本真由美（ツイッターアカウントの「May_Roma」名義）
- 山本一郎 (実業家)
- 吉田豪
- 門倉貴史

## 掲載メディア一覧
- Amp.
- ANGIE
- あにぶ
- AolNews
- アプギガ
- アサ芸プラス
- アサジョ
- あんりあ
- It Mama
- Itnail
- イキなクルマで
- airly[エアリー]
- Woman Money
- ウーマンアプス
- オヒトリサマ
- オモタノ
- おたぽる
- おためし新商品ナビ
- KAI-YOU.net
- ガウマガジン
- 学生の窓口
- カラパイア
- キャラペディア
- ギャンブルジャーナル
- CuRAZY
- Qoly
- 恋学
- 婚活のみかた
- Kotaku
- 心に残る家族葬
- ゴゴ通信
- GOTRIP!
- サーチナ
- サイゾーウーマン
- 365がぁる
- Jタウンネット
- Japaaan
- Japan芸能カルチャー研究所
- ジャニーズ研究会
- 就活スタイル
- 週刊実話
- 新刊JP
- Suzie（スージー）
- 相談LINE
- タブロイド
- テニスデイリー
- 東京バーゲンマニア
- 東京ブレイキングニュース
- 東京メインディッシュ
- トカナ
- デイリーNKジャパン
- DMMプレスリリース
- Doctors Me
- DOKUJO [独女]
- 日刊サイゾー
- 日刊大衆
- ハウコレ
- ハナクロ
- バリュープレス
- ビッグセレブ
- ビジネスジャーナル
- 美容最新ニュース
- 秒刊サンデー
- ブッチNEWS
- fumufumu
- FUTURUS
- Prie(プリエ)
- フレッシャーズ
- ヘルスプレス
- まいじつ
- マイナビウーマン
- messy
- ミリタリーブログ
- メンズサイゾー
- 楽天マンガニュース
- ラグビーリパブリック
- LIG
- LITERA
- リアルライブ
- R-zone
- R25
- ViRATES
- wezzy

## 配信先メディア
- ネタりか
- Yomerumo
- エキサイトニュース
- ライブドアニュース
- Infoseekニュース
- ニコニコニュース
- ニフティニュース